# Ghiacciaio Le Couteur
Il ghiacciaio Le Couteur è un ghiacciaio lungo circa 28 km situato nella regione sud-occidentale della Dipendenza di Ross, nell'Antartide orientale. Il ghiacciaio, il cui punto più alto si trova a circa 1400 m s.l.m., si trova nella dorsale Lillie, una sottocatena dei monti della Regina Maud, sulla costa di Dufek, dove fluisce verso nord partendo dal versante nord-occidentale del monte Hall, scorrendo tra il monte Krebs, a est, e il picco Allaire e il monte Skinner, a ovest, fino ad andare ad alimentare la barriera di Ross.

## Storia
Il ghiacciaio Le Couteur è stato mappato da membri dello United States Geological Survey (USGS), grazie a ricognizioni tellurometriche effettuate dallo stesso USGS nel 1961-62 ed a fotografie scattate durante ricognizioni aeree effettuate dalla marina militare statunitense nel 1960, ed è stato così battezzato dai membri della spedizione antartica neozelandese condotta nella stagione 1963-64 in onore del geologo P. C. Le Couteur, che, nella stagione 1962-63, prese parte alla spedizione antartica della federazione dei club alpini neozelandesi.